# Reino de Saba

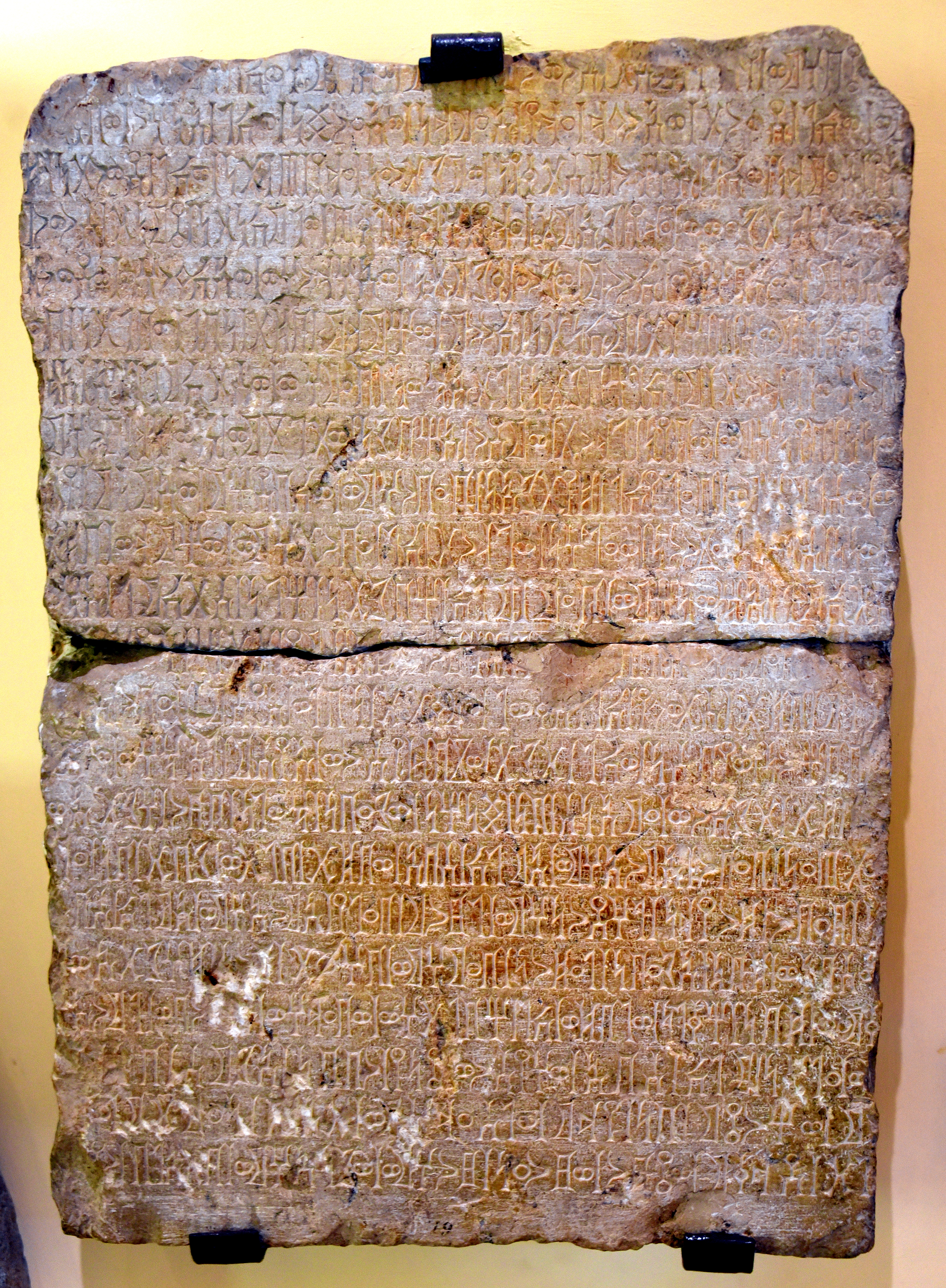
Losa con una inscripción sobre las actividades políticas de los reyes de Saba. Aparece la antigua escritura de Arabia del Sur. Desde Yemen, siglo II d.C. Museo del Antiguo Oriente, Estambul

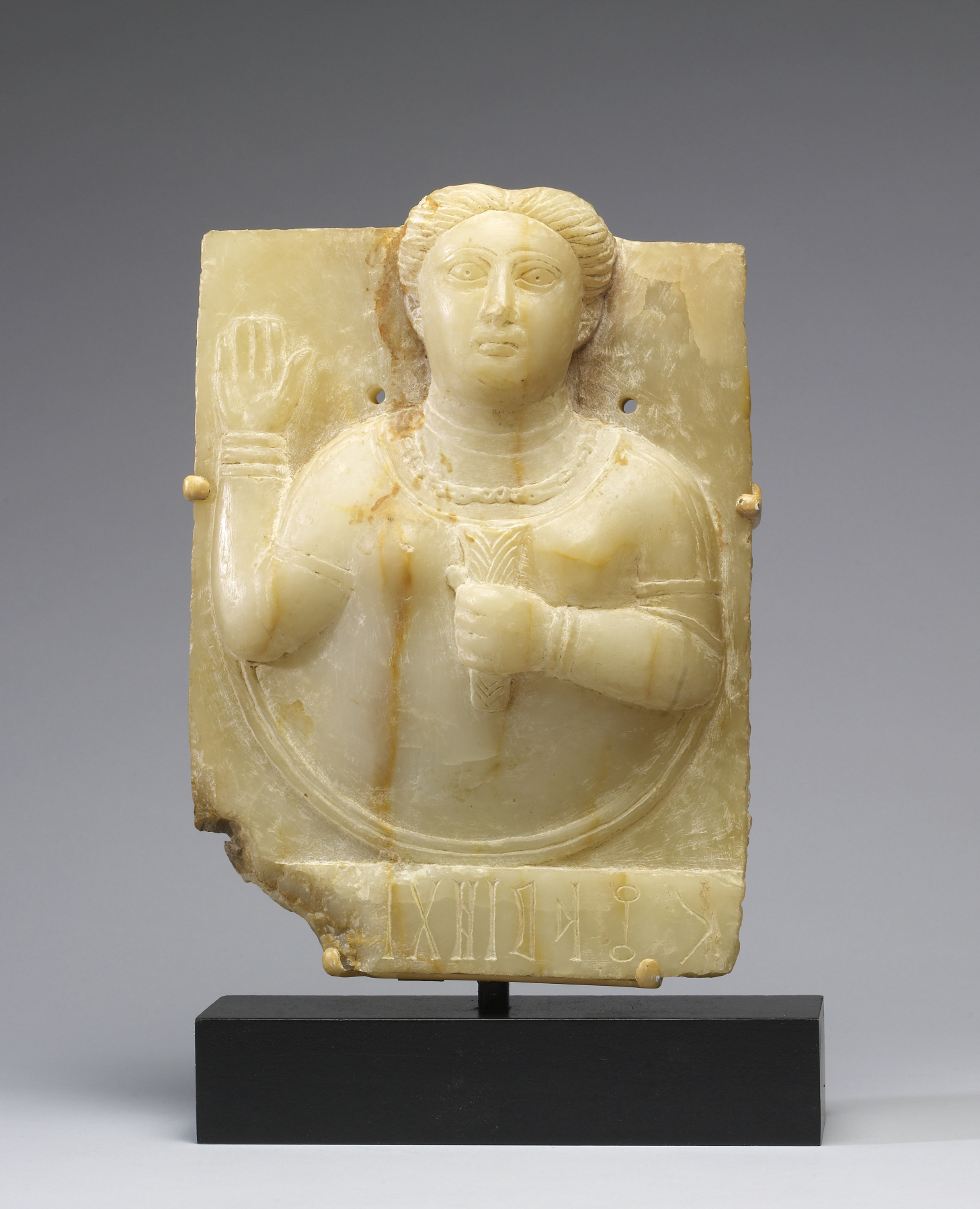
Una sacerdotisa de Saba, que intercede con la diosa del sol en nombre del donante. Probablemente del siglo I d. C.

El Reino de Saba o Sabá (o Shebá: en árabe سبأ, en hebreo שבא, quizá "siete" o "juramento") es mencionando en el Antiguo Testamento y en el Corán como un reino muy rico, conocido a través de Makeda, la célebre Reina de Saba, que habría visitado al Rey Salomón. La extensión real de este reino es desconocida. Hay hipótesis que señalan que se encontraba en el sur de la península arábiga (actual Yemen), otros creen que estaba en el Cuerno de África (actual Somalía) e incluso también se considera que el reino abarcaba ambas zonas (Cuerno de África y parte de la península arábiga). Puede que también se haya confundido con el reino de Aksum que, de hecho, tenía su capital en la actual Etiopía y fue muy próspero y conocido con posterioridad.
El templo más antiguo de la península arábiga, llamado Mahram Bilqis, o palacio de la Reina de Saba, se encontraba en Marib, al sur del actual Yemen. Esta ciudad, que fue construida durante el segundo milenio  a. C., se cree que fue la capital del reino. Ubicada en una situación estratégica, Saba floreció a través del comercio de mercaderías, tanto de Asia como de África, incluyendo el café de la región etíope de Kefa.
Aparentemente Saba era una sociedad matriarcal en la que el poder político era pasado a los descendientes monárquicos por vía femenina. Probablemente, la población de Saba fue una mezcla de pueblos africanos (como los janjeros de Etiopía) y de Arabia (como los yemeníes) y, de hecho, estudios lingüísticos recientes indican que las lenguas semíticas de Medio Oriente pudieron haberse originado a partir de lenguas antiguas de Etiopía. Por otro lado, en el África oriental es posible encontrar muchos grupos étnicos con tradición matriarcal.

## Ubicación
Los historiadores actualmente coinciden en que el corazón de la civilización sabea estaba situado en la región alrededor de Marib y Sirwah, en lo que hoy es Yemen. Posteriormente expandieron su territorio a partes del norte de Arabia y el Cuerno de África, en la actual Etiopía.
Sin embargo, debido a la conexión con la Reina de Saba, la ubicación está en estrecha relación con el prestigio nacional, y varias casas reales se decían descendiente de la reina de Saba y Salomón. Según la obra medieval etíope Kebra Nagast, Sheba se encuentra en Etiopía. Ruinas en muchos otros países, entre ellos Sudán, Egipto, Etiopía e Irán se han acreditado como Sheba, pero con sólo una evidencia mínima. Incluso ha habido una sugerencia de un vínculo entre el nombre de "Sheba" y el de Zanzíbar (Shan Sheba), e incluso un monumento de tierra masiva del pueblo yoruba en Nigeria conocidos como Eredo de Sungbo está en manos de la tradición tribal que fue construida en honor de la reina poderosa Oloye Bilikis Sungbo, que a menudo se equipara con la Bilqis de la leyenda árabe.

## Contexto histórico
El sur de la península arábiga estaba habitado en gran parte por pueblos sedentarios. Destacaban las ciudades - estado de Saná y Marib. Esta realidad económica y social contrastaba notablemente con la de los habitantes del norte, donde persistía una cultura nómada. El reino de Saba estableció relaciones comerciales con Etiopía, Egipto, Mesopotamia y la India, gracias a que los sabeos eran experimentados navegantes. Incluso se ha comprobado que llegaron hasta Indonesia con sus naves. Destacaron como comerciantes de especias, incienso y tejidos preciosos. Alcanzó un extraordinario desarrollo urbanístico gracias a una sofisticada red de canales y diques en Marib y otros territorios, que permitían disponer de abastecimiento de agua para el consumo humano y la irrigación de los campos. Esta capacidad tecnológica fortaleció la fertilidad de sur peninsular, también conocido como la Arabia feliz.